# Nautichthys oculofasciatus
Nautichthys oculofasciatus är en fiskart som först beskrevs av Girard, 1858.  Nautichthys oculofasciatus ingår i släktet Nautichthys och familjen Hemitripteridae. Inga underarter finns listade i Catalogue of Life.